# Partido Comunista de las Islas Baleares
El Partido Comunista de las Islas Baleares (en catalán Partit Comunista de les Illes Balears; PCIB) es la organización nacional de las Islas Baleares del Partido Comunista de España (PCE). Constituido en 1977, hasta 2017 estuvo federado al PCE.
El 1987 al formarse la coalición Izquierda Unida, esta adopta en las Islas Baleares la denominación de Izquierda Unida de las Islas Baleares (EUIB).
En junio de 2004 apostó por la refundación de Izquierda Unida tanto en las Islas Baleares como en el resto del Estado, considerando que debía haber un referente unitario frente al sistema capitalista, que recogiese valores marxistas, ecologistas, federales, republicanos y feministas, que dieron origen a la coalición.